# Spiegelbild (EP)
Spiegelbild ist das fünfte Extended Play der deutschen Rock-Musikgruppe Unheilig. Musik und Texte der Songs stammen vom Grafen, produziert wurde es von Henning Verlage. Die Erstveröffentlichung des Albums fand am 25. Juli 2008 in Deutschland statt. Auf dem Cover der EP ist neben dem bekannten Unheiligschriftzug eine Puppe zu sehen, welche von einem zerbrochenen Spiegel umrahmt ist. Das Album wurde unter dem Label Four.Rock Entertainment herausgebracht.

## Inhalt
Spiegelbild ist eine EP, die als Bonus zu dem vorhergangenen Studioalbum Puppenspiel dient. Enthalten sind sieben Songs, drei davon sind bis dahin unveröffentlicht gewesen. Die Spiegelbild EP ist ein auf 3.333 Einheiten limitiertes Album. Auf Grund der Limitierung blieb ein Charteintritt verwehrt.

## Titelliste
1. Spiegelbild (Extended Version) – 7:03
2. Spiegelbild (Krupps Remix) – 5:09
3. Schlaflos – 4:18
4. Die alte Leier – 4:18
5. Hexenjagd – 4:22
6. An deiner Seite (Orchester Version) – 6:13
7. Spiegelbild – 5:36